# Alleanza Civica (Giordania)
Alleanza Civica (in arabo: التحالف المدني,Al-Tahalof Al-Madani) è un Partito politico in Giordania fondato nel tardo 2018.